# Попытка государственного переворота в Бурунди (1993)
21 октября 1993 года группа бурундийских офицеров с преобладанием тутси предприняла попытку государственного переворота, в ходе которой убила президента-хуту Мельхиора Ндадайе и ряд других должностных лиц, которые, согласно конституции, должны были занять пост президента в случае его кончины. В качестве нового президента военные представили Франсуа Нгезе, но из-за международного давления результаты переворота были аннулированы, а во главе страны встала премьер-министр из тутси Сильви Киниги.
К 1990 году республика Бурунди находилась под длительным правлением военных из числа тутси, которое продолжалось с независимости страны в 1960-х годах. В 1987 году к власти пришёл Пьер Буйоя, который изначально следовал политике предшественников, однако в дальнейшем отказался от неё и передал бразды правления демократически избранному правительству во главе с Мельхиолором Ндадайе. Это привело к возвращению в страну тысяч беженцев-хуту, которые ранее пытались спастись от этнического насилия. Правительство пересмотрело ряд договоров и начало реформу армии, что угрожало богатой верхушке страны и офицерам. Из-за этого они приняли решение вернуть власть в свои руки.
21 октября рано утром путчисты окружили президентский дворец. Они расправились с несколькими политиками и родственниками президента, а затем обнаружили и убили его самого. Сразу после этого военачальники организовали «Комитет по преодолению политического кризиса» и стали писать в посольства и международные организации, требуя признания нового режима и уверяя в том, что переворот был вызван безысходностью положения. Однако мировое сообщество подвергло его широкому осуждению, и 25 октября, в результате политической борьбы в стране самый высокопоставленный чиновник — премьер-министр из тутси Сильви Киниги — взяла на себя роль временного президента и вскоре передала бразды правления новому демократическому правительству.
Данный переворот, который ряд политологов и историков называют «самой удачной из провальных попыток переворота в Африке», привёл к обострению этнического насилия, что вылилось в резню и погромы, а также в долгую гражданскую войну.

## Предыстория
С середины 1960 в получившем независимость от Бельгии государстве Бурунди политическую верхушку заняли члены народности тутси, которые являются национальным меньшинством в стране, где большинство населения представлено хуту. В 1966 году правительство ввело однопартийную систему, в которой единственно законной стала партия «Союз за национальный прогресс» (фр. Union pour le Progrès National, UPRONA), которая в большинстве своём состояла из тутси:573. На посту президента один за другим друг друга сменяли военные, приходя к власти в результате государственных переворотов:569. В эти годы имели место случаи массовых репрессий на национальной почве, наиболее крупная серия которых произошла в 1972 году, когда армия Бурунди подавила восстание хуту и в отместку расправилась с тысячами мирных жителей.
В 1987 году произошёл очередной военный переворот, по результатам которого президентом страны был назначен тутси Пьер Буйоя. Первоначально он следовал политике своих предшественников и игнорировал распри в стране, сохраняя доминирование тутси в общественной жизни. В августе 1988 года, во время вспышки беспорядков и националистического насилия бурундийская армия вновь убила тысячи хуту. Это событие вызвало давление на правительство Буйои со стороны мирового сообщества, из-за чего ему пришлось пойти на уступки и начать реформы с целью положить конец этническому насилию в стране:563—564. Под руководством президента национальный состав UPRONA стал более разнообразным, среди членов партии увеличилось количество хуту. Истеблишмент тутси в армии и силах безопасности, тем не менее, сопротивлялся переменам:565. Несмотря на это Буйоя разработал новую конституцию, которая предусматривала переход к многопартийности и первые демократические выборы в стране. В марте 1992 года состоялся референдум, на котором большинство населения высказалось за принятие новой версии основного закона. После этого события началось формирование новых политических партий:565—566. Буйоя решил принять участие в грядущих выборах от партии UPRONA. Его основным соперником стал лидер «Фронта за демократию в Бурунди» (фр. Front pour la Démocratie au Burundi, FRODEBU) Мельхиор Ндадайе. Его партия состояла в основном из хуту и рассчитывала на голоса национального большинства. На состоявшихся в 1993 году выборах FRODEBU одержала решительную победу. Ндадайе получил 64 % голосов избирателей на выборах президента, а на парламентских выборах «Фронт» получил 71,4 % голосов и 80 % мест в Национальной ассамблее, сформировав конституционное большинство. Члены партии одержали победу на многих региональных и местных муниципальных выборах, получив контроль над значительным количеством городских и провинциальных администраций:21, которые ранее удерживали тутси из UPRONA.

После победы FRODEBU в Бурунди ходили слухи о том, что армия может вмешаться и попытаться сорвать транзит власти. В ответ на высказанные опасения Ндадайе заверил своего сторонника, что «они могут убить одного Ндадайе, но они не убьют пять миллионов Ндадайе». Небольшая группа офицеров действительно устроила заговор, однако он провалился из-за отсутствия весомой поддержки в вооружённых силах. После этого солдаты арестовали несколько человек, включая предполагаемого лидера заговора, подполковника Сильвестер Нингаба, который был начальником кабинета Буйои:578:24 & 34. Буйоя при этом согласился с поражением, призывал население страны принять результаты выборов и осудил попытку переворота и военное руководство, которое не смогло найти и обезвредить группировку:577—578. 10 июля состоялась присяга президента Ндадайе. Он сформировал коалиционное правительство, где из 23 человек большинство — 13 — принадлежало к его партии, шестеро — к UPRONA, а остальные 4 места достались членам других политических групп. 9 из этих министров принадлежали к народности тутси, включая одного из членов UPRONA Сильви Киниги, которая заняла пост премьер-министра страны.
В во время правления Ндадайе в республике установился хрупкий мир. Несмотря на это, в 1993 году в Бурунди произошли два серьёзных политических потрясения. Первоначально недавно получившие относительную свободу благодаря либерализации средства массовой информации часто использовали её с целью резкого обсуждения государственных проблем, подстрекая народ к новым беспорядкам. Второй проблемой стало возвращение беженцев-хуту, которые покинули страну в 1972 году и теперь требовали возвращения своей собственности. И хотя Ндадайе предложил им заселиться на свободных землях, многие местные правители проигнорировали его решение и передали дома на своей территории в распоряжение беженцев, выселив их обитателей. В политическом плане новое правительство пересмотрело и отменило ряд уступок, совершённых правительством Буйои, что создало угрозу для деловых интересов элиты тутси. Ндадайе не ограничился реформами в политической и социальной сфере, проведя их и в армии, где командование жандармерии было отделено от командования армии:20—21, а начальники штабов обоих подразделений были уволены и заменены новыми:579. Тогда же были введены новые требования к желающим служить по контракту. На ноябрь был назначен всеобщий призыв, что могло привести к резкому увеличению числа хуту в армии. Некоторые офицеры и солдаты армии из числа тутси опасались, что это приведёт к утере занимаемого ими доминирующего положения в армии:20—21.

## Организаторы переворота
К концу 1993 года ситуация в армии накалилась до предела, и ряд высокопоставленных офицеров приступил к разработке плана нового государственного переворота. По словам офицера президентской гвардии, одной из наиболее важных мер, предпринятых заговорщиками, стала переброска войск из других мест дислокации в столицу Бурунди Бужумбуру для увеличения численности доступных сил:24. Согласно журналисту Алексису Сундихиге, путчисты полагались на капрала Нзисабиру как на информатора в президентской гвардии:25.
Точная личность организаторов переворота 1993 года остаётся неизвестной, и в научной среде существует немало споров на этот счёт:56. Основными участника специалисты обычно называют начальника Генерального штаба подполковника Жана Бикомагу, экс-президента Жан-Батиста Багазу и бывшего министра внутренних дел Франсуа Нгезе:xxxi:220. Первые два позже отрицали свою причастность, в то время как третий заявлял, что его заставили поддержать путч. Среди других лиц, которые считаются ключевыми участниками попытки переворота — подполковник Нингабу, подполковник Шарль Казатасу, подполковник Лоран Нийонкуру и майор Бернар Бусокоза:xxxi. Некоторые правозащитные группы заявляли, что экс-президент Буйоя мог поддерживать путчистов, хоть и не участвовал в перевороте напрямую. Среди открыто признавших своё участие в заговоре — два молодых офицера, лейтенант Жан-Поль Камана и комендант Илер Нтакиика. Они вместе с американским дипломатом и политологом Бобом Крюгером считали Буйою главным среди заговорщиков:266. Среди других подозреваемых в участии в заговоре — Жером Синдухидже, Альфонс-Мари Кадеге, Либер Бараруньестсе, Паскаль Симбандуку, подполковник Жан-Боско Дарадангве, Франсуа Бизиндави, Самюэль Ндувингома, Лоран Нийонкуру, политик UPRONA Шарль Мукаси, подполковник Нзосаба, подполковник Ндайисаба, подполковник Ниоюнгуруза, подполковник Марегареге, подполковник Ненгери, подполковник Панкрас Гируквигомба, майор Жерве Нимубона, майор Букаса, майор Хазио, лейтенант Нтаратаза, лейтенант Нгомиракиза, Винсан Ниюнгеко и Жорже Мукарако:84. Какую роль сыграли (и сыграли ли вообще) в организации переворота иностранные силы неизвестно.

## За день до начала переворота
С 16 по 18 октября 1993 года Ндадайе участвовал в саммите глав франкофонских государств на Маврикии. В последний день он покинул переговоры и вернулся в Бурунди. В это время начальник Генерального штаба жандармерии подполковник Эпитас Баяганаканди сообщил министру обороны подполковнику Шарлю Нтакидже о том, что у него есть достоверные сведения, которые указывают на организацию в стране очередного военного переворота:25. 19 октября офицер связи подошёл к жене министра связи Жан-Мари Нгендахайо и сообщил ей, что сотрудники штаба армии готовят заговор против президента:4. 20 октября в 3 часа дня по местному времени (UTC+2) майор Исайе Нибизи, командир 2-го батальона коммандос, комендант лагеря «Муха» и офицер, ответственный за безопасность президента сообщил руководителю министерского кабинета Ндадайи о «подозрительных движениях среди военных»:7.
Во второй половине дня Ндадайе собрал в Бужумбуре свой кабинет министров. Они отмечали 100 дней президентства, которые прошли 16 октября, и обсуждали, что именно добилось правительство из предвыборной программы, а что ещё предстоит сделать:1—2. После заседания министр связи Нгендахайо попросил президента о личной беседе, во время которой выразил беспокойство за его безопасность. Но вместо того, чтобы рассказать о фактах о неизвестного происхождения угрозе, что ему рассказала супруга. Он заявил о том, что ему кажется странным поведение оппозиционеров из UPRONA, которые осуждали их стратегию по возвращению в страну беженцев, хотя большинство из них вероятно предпочло проголосовать на грядущих в декабре выборах именно за состоящую из тутси UPRONA. По его словам, беженцы знают об этом, и это наверняка будет стоить им многих голосов и победы на выборах. Поэтому Нгендахайо сделал вывод, что единственная причина такого поведения может заключаться в планировании государственного переворота. Помимо этого министр попросил Ндадайе провести дополнительное рассмотрение недавнего отчёта, в котором он поставил под сомнения безопасность и надёжность охраны президента. Тогда Ндадайе поручил привести к нему министра обороны страны Шарля Нтакидже:3—4. Нгендахайо направился за ним и нашёл министра в отдельной комнате, когда тот разговаривал по телефону. Посол Мельхиор Нтамобва, который присутствовал при этом разговоре заявил, что Нтакидже сообщили о готовящемся государственном перевороте, который должен произойти текущей ночью. Как только Нтакидже закончил разговор, он и Нгендахайо отправились в кабинет президента:4.
По словам Нтакидже, которые он передал передал президенту, 11-й бронеавтомобильный батальон планирует переворот и собирается атаковать президентский дворец 21 октября в два часа ночи по местному времени. На вопрос о возможной реакции Ндадайе ответил, что планирует организовать засаду на заговорщиков вместе с доверенными офицерами если батальон двинется с места:4. Президент поинтересовался статусом Сильвестра Нингабы, офицера, арестованного за попытку переворота в июле, и спросил, нельзя ли перевести его в другую тюрьму, чтобы путчисты не смогли заполучить его помощь. Министр заявил о невозможности подобной операции из-за резких возражений тюремного руководства против перевода заключённых посреди ночи. Но он заверил президента о размещении дополнительной бронетехники и прочих мерах, которые будут немедленно предприняты для обеспечения его безопасности. Ндадайе рассказал о возможностях обучения президентской гвардии, после чего отпустил обоих министров и отправился во дворец:5. По прибытии он рассказал своей жене Лоран о заговоре с целью переворота и о том, что более доверяет словам министра обороны, нежели министра связи:6. Вскоре после этого президент и его супруга легли спать, но вскоре главу государства разбудил телефонный звонок из Брюсселя от Альфреда Ндорисимпы, методистского епископа Бурунди, который сообщил президенту о слухах о готовящемся военном перевороте, циркулирующих среди бурундийских экспатриантов в Брюсселе:7.

## Ход событий

### Нападение на президентский дворец
Около полуночи 20/21 октября 1993 года путчисты из 11-го бронеавтомобильного батальона выехали из лагеря «Муха» на более чем десятке бронемашин и заняли позиции вокруг столицы. В течение часа им удалось окружить президентский дворец. К ним присоединились сотни солдат, офицеров и жандармов из 11 лагерей в самом городе, включая военнослужащих 1-го парашютного батальона и несколько человек из 2-го батальона коммандос. Все они окружили дворец и подготовились к нападению на здание, которое охраняла лишь группа из 38 гвардейцев на двух бронемашинах. Незадолго до того, как часы пробили час ночи, Нтакидже позвонил президенту и сообщил, что бронемашины выехали из лагеря «Муха» в неизвестном направлении, посоветовав немедленно покинуть дворец:7. После этого президент попытался связаться по телефону с капитаном Жильдефоном Мушвабуре, командиром дворцовой охраны, но когда тот не ответил, ушёл в дворцовые сады:7—8. В 01:30 путчисты сделали один артиллерийский выстрел, а вскоре после этого по крайней мере одна бронированная машина открыла огонь по стене, пробив в ней дыру, и начала обстреливать дворец. Лоран Ндадайе отвела троих детей во внутреннюю комнату и укрыла под столами, хотя она и один из сыновей уже были ранены осколками. Тем временем в саду служащие и охрана переодели президента в военную форму и посадили в одну из бронированных машин в саду, где он оставался в течение следующих шести часов:8. По словам политолога Рене Лемаршана, охрана дворца оказывала упорное сопротивление нападению, пока несколько гвардейцев не перешли на сторону растущего числа путчистов. После этого остальные сдались ввиду колоссального превосходства в численности:xxxvii. Двое из мятежников, по сообщениям участников событий, были ранены при попытке проникнуть на территорию дворца. Существует однако и другое мнение, озвученное Лоран, что никто не сопротивлялся нападению:19. По сообщению Международной комиссии ООН по расследованию событий в Бурунди, «вооружённое противостояние между „нападавшими“ и „защитниками“ продолжалось шесть часов… однако никто не был убит, ни одна бронированная машина не была повреждена»:35.
Поскольку Лоран не удалось дозвониться на мобильник мужа, она считала его мёртвым. Когда Нтакидже попытался позвать президента, женщина сказала, что её супруг ушёл в сад. Затем Лоран сделала ряд звонков: министру иностранных дел Сильвестру Нтибантунганье, министру сельского хозяйства Сиприену Нтарьямиру, лидерам FRODEBU, губернаторам провинций и президенту Руанды Жювеналю Хабиариману, чтобы сообщить им о состоявшемся перевороте:8. Последний ответил, что ему уже известно о произошедшем:29. Получив предупреждение, Нтибантунганья стал звонить лидерам FRODEBU чтобы попытаться сплотить правительство. В 2:10 ему удалось дозвониться до Нгендахайо, который сразу позвонил Нтакидже:8—9. Последний уверял, что ситуация находится под контролем. Но перезвонив через полчаса он заявил, что Нгендахайо должен немедленно бежать. Тогда последний отвёз свою семью в дом Мишеля Рамбу, бельгийского чиновника по вопросам развития и его близкого друга:15.

### Попытки побега официальных лиц
Тем временем от звуков стрельбы проснулся поверенный в делах посольства США Поль Патин. Он позвонил начальнику охраны и попросил отвести его в дипмиссию. Когда начальник охраны вместе с морпехом США прибыли в резиденцию, несколько бурундийских солдат предприняли попытку помешать им войти, но вскоре отступили, и Патин добрался до посольства. Оттуда он позвонил в государственный департамент и сообщил о вооружённом перевороте:13—14. В 2:45 Нтибантунганья позвонил поверенному и сообщил, что президент в безопасности, а ситуация «видимо, под контролем»:8—9. Он заверил, что правительство Соединённых Штатов обязательно осудит вооружённый захват власти. Примерно в 3:30 Нтибантунганья снова позвонил Патину и заявил, что готов к бегству. Не доверяя своим охранникам, он переоделся в одежду садовника и отправился в дом друга, где скрывался следующие два дня:9. Нтарьямира спрятался у своих соседей, тутси по национальности. Солдаты обыскали дом министра, и не найдя его, пришли туда. Матриарх заявила, что видела, как Нтарьямира бежал по дороге. После этого солдаты покинули дом:9—10.
Тем временем жёны Нтибантунганьи и Нтарьямиры ради безопасности покинули своих супругов и скрывались в доме друга семей Доминика Барумпозако. Когда солдаты Бурунди пришли туда в поисках женщин, они обнаружили и убили супругу Нтибантунганьи и её гостью, которую ошибочно приняли за жену Нтарьямиры:9—10. Министр внутренних дел и коммунального развития Жювеналь Ндайикеза позвонил губернаторам ряда провинций, а затем набрал Патена и попросил у него укрытия в посольстве США. Патен заверил его в безопасности, но перед тем как Ндайикезе удалось добраться до посольства его схватили и убили путчисты:10—11. Вице-президента Национального собрания Жиля Бимазубуте солдаты схватили у резиденции. И хотя он был тутси по национальности, он являлся сторонником правления большинства хуту и поэтому мятежники рассматривали его как предателя:11, поэтому убили его вскоре после захвата:25. Когда солдаты прибыли в дом директора разведки Ричарда Ндикумвами, в попытке защититься он достал пистолет. Путчисты быстро разоружили его и закололи штыками на глазах у семьи, а тело забрали с собой:11—12. Председатель Национальной ассамблеи Понтие Карибвами, который по должности был вице-президентом Бурунди, жил в бывшем доме президента Буйои, который строили с учётом наиболе современных на тот момент техник безопасности. И хотя охрана дома не оказывала сопротивления путчистам, они не могли ворваться внутрь в течение часа, пока не проломили укреплённые двери с помощью базуки. Они смертельно избили и закололи штыком Карибвами и увезли его:12.
Телохранители Киниги во время захвата власти остались на её стороне и не присоединились к мятежникам. Но охранники предали её заместителей, Бернара Сизу и Мельхиора Нтахобаму. Однако путчисты не убили их, а лишь заключили за решётку. Но уже через несколько часов их освободил младший офицер и отправил прочь. Сиза был доставлен в посольство Бельгии, а Нтахобама — в дом заместителя его главы:12. Лидера фракции FRODEBU в парламенте Жан-Боско Синдаигайя военные тоже арестовали, но позднее освободили:25. Примерно в 04:00 разбуженный путчистами техник после некоторой задержки смог прервать связь между Бужумбурой и другими регионами страны:13. Поскольку телефонные линии не работали, Патин решил самостоятельно попытаться разыскать президента Ндадайе. Но когда он добрался до штаба бурундийской армии, присутствовавшие там французские военные атташе отговорили его ехать в лагерь «Муха», сказав, что там слишком опасно:14.
Незадолго до наступления рассвета Нгендахайо перелез через стену в доме Рамбу и отправился в соседний дом, который принадлежал его брату и в котором находился министр по делам беженцев Леонар Ньянгома:15. Примерно в 07:00 Нгендахайо позвонил полковнику Бикомагу. Он заявил, что ситуация продолжает находиться под контролем, а президент — в безопасном месте:15—16. Нгендахайо попросил у Бикомагу военное сопровождение чтобы получить возможность добраться до радио- и телестанции и, как министр связи, сообщить жителям о случившемся перевороте. Полковник ответил, что пришлёт эскорт как только это станет возможно:16.

### Убийство Ндадайе
Примерно в 7 часов утра солдаты гвардии ворвались в президентский дворец. Там они обнаружили жену президента Лоран и их детей. Военные велели им выйти на улицу и укрыться в бронированной машине. Через 30 минут, избегая выстрелов, они добрались до одной из двух автомашин, но она не заводилась, поэтому они добежали до второй, где воссоединились с мужем и отцом. Члены семьи вышли из машины и решили перелезть через стену периметра, чтобы попасть в соседний отель «Le Méridien» (с фр. — «Мередиан»), но обнаружили, что периметр дворца окружён путчистами:18—19. Ндадайе решили довериться капитану Мушвабуре, который обещал, что их отвезут в лагерь «Муха». В 7:30 они выехали на бронированном автомобиле, за ними следовали машины путчистов. Через полчаса они прибыли на место, где путчисты из 1-го батальона окружили машину:19. Полковник Бикомагу отвёз Ндадайе на встречу с другими старшими офицерами армии:19—20. Примерно через час он вернулся с государственным секретарём по вопросам безопасности полковником Лазаре Гакорио, достигнув устного соглашения с офицерами. Ндадайе снова сел в бронированную машину вместе с Гакорио, чтобы окончательно зафиксировать их договорённость на бумаге, но когда госсекретарь вышел из машины, солдаты стали кричать президенту, чтобы тот последовал за ним. Как только он вышел, Бикомагу успокоил толпу, а Ндадайе призвал солдат к мирным переговорам с ним:20.
Солдаты начали приближаться к президенту, и Бикомагу приказал им отпустить его семью, поскольку они «не представляют для них интереса». Он приказал водителю увезти жену и детей Ндадайе. По указанию Лоран, их отвезли к посольству Франции, где сотрудники разрешили укрыться. Затем Бикомагу указал на президента Ндадайе и сказал путчистам: «Это тот, кого вы искали. Вот он. Делайте с ним, что хотите». Они посадили Ндадайе в джип и отвезли его в лагерь 1-го парашютного батальона, расположенный неподалёку. За машиной с солдатами и президентом следовали Бикомагу, Гакорио и майор Нибизи:20. Президента отвезли в офис, где десять младших офицеров убили его. Позднее коронёрский отчёт показал, что один или несколько человек держали за шнур на шее Ндадайе, в то время как офицеры нанесли ему 14 ударов штык-ножами. Половина ран проникла в грудную клетку, а последующее кровотечение заполнило лёгкие, из-за чего президент и скончался:20—21. Согласно французскому историку Жерару Прунье, человеком, который нанёс наиболее смертельные раны, стал полковник Поль Камана:201—202. Затем солдаты вырыли в центре лагеря братскую могилу, где похоронили Ндадайе, Карибвами, Бимазубуте, Ндайикезу и Ндикумвами. Но через несколько часов солдаты поняли, что мировое сообщество резко не одобрит такого обращения с телами, поэтому эксгумировали трупы и позволили родственникам забрать их:21. Все политики, убитые в этот день, принадлежали к FRODEBU, и почти все, кроме одного, были хуту:39.
Тем временем, примерно в 7:30 Нгендахайо позвонил Бикомагу. Тот заявил, что находится вместе с Ндадайе, но президент не может говорить из-за присутствия враждебных солдат снаружи, и быстро повесил трубку. Нгендахайо, его брат и Ньянгома заподозрили, что Бикомагу лжёт, и, видимо чувствуя, что он мог послать войска для их убийства, бежали на склад бельгийского бизнесмена Мишеля Карлье. Последний спрятал их, а Нгендахайо удалось связаться по мобильному телефону с начальником кабинета Ндадайе. Он сообщил, что президента убили, а обязанность Нгендахайо, как министра по делам связи, — проинформировать общественность о случившемся. После этого ему позвонили два техника с радиостанции и сказали, что хотя они и не могут передать его слова в эфире, у них есть рабочая линия связи с «Радио Руанды»:16. Нгендахайо продолжил передавать следующее сообщение:
На данный момент, я не знаю, что с президентом Ндадайе. Я знаю только, что будь он живым или мёртвым, никто не остановит процесс демократизации в Бурунди. Народ решил выбрать свободу. Колесо истории движется вперёд. Поэтому я призываю представителей свободного мира спасти нацию Бурунди и её демократию. И в особенности я прошу о помощи страны Франкофонии, поскольку на недавнем саммите, где присутствовал наш президент, они подчеркнули достоинства демократичного управления. Я надеюсь, что они возглавят процесс демократизации и в Бурунди. И я призываю всех бурундийцев бороться за демократию, где бы они ни находились:17.
Это сообщение неоднократно передавалось по радио Руанды в течение дня как на французском, так и на рунди. Нгендахайо, его брат и Ньянгома взяли одну из служебных машин Карлье и добрались до французского посольства:17—18. Там они встретились с Киниги и Нтакидже. Таким образом, в посольстве оказалась большая часть кабинета министров:38. Министр юстиции Фульген Бакана бежал в Руанду. Большая часть членов Национального совета укрывались в различных местах на территории страны:581. Смерть президента в эфире Радио Руанды подтвердили к концу дня. Министр здравоохранения Жан Минани в момент захвата власти находился в Кигали. Оттуда он передал через радиостанцию сообщение, в котором призвал бурундийцев сопротивляться перевороту:21 и призвал к международному вооружённому вмешательству для защиты гражданского правительства.

### Период военного правительства

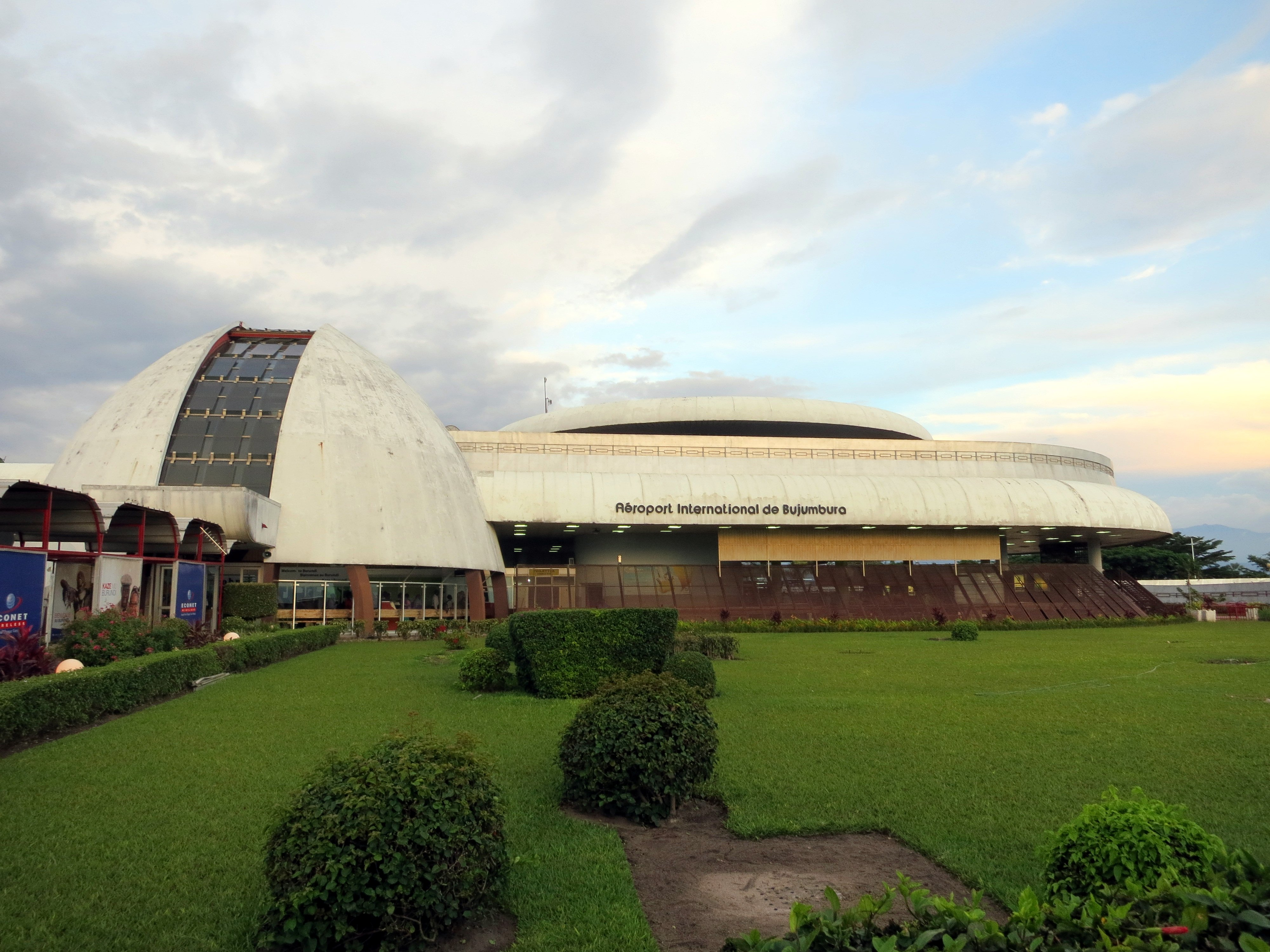
Международный аэропорт Бужумбура

Рано утром 21 октября в лагерь «Пара» в Бужумбуре доставили члена Национальной ассамблеи от хуту UPRONA и бывшего министра внутренних дел при Буйое Франсуа Нгезе:21:25. Позже утром армейские офицеры собрались в столовой лагеря и представили его как нового президента страны:25. Примерно в 14:00 21 октября в штабе бурундийской армии собрался «Комитет по урегулированию кризиса». В его состав вошли Нгезе, назначенный председателем, начальник Генерального штаба армии подполковник Жан Бикомагу, подполковник Паскаль Симбандуку и подполковник Жан-Боско Дарадангве. Позже к ним присоединился подполковник Сливестре Нингаба, освобождённый из-за решётки. Комитет постановил, что военные командиры в провинциях должны арестовать губернаторов и заменить их, переподчинил командование жандармерии армии и направил призыв к политикам и иностранным дипломатам встретиться с ними и «обсудить пути урегулирования кризиса»:21.
Во второй половине дня Нгезе совершил визит вежливости во французское посольство, чтобы представить себя в качестве нового главы государства. Посол Франции Анри Крепен-Леблон заявил ему, что переворот был неконституционным и что власть должна быть передана гражданскому правительству. Затем Нгезе отправился в местный офис Программы развития ООН, где глава миссии Джослин Базил-Финли заявил, что международное сообщество не примет переворот и откажется вести дела с новым руководством страны:37. Затем Нгезе произвёл несколько президентских назначений, в частности представив нового директора разведки:38. Примерно в 21:00 он представился общественности в телевизионном эфире как президент Национального совета общественного здоровья — органа, которого никогда не существовало, — и объявил о смещении губернаторов с постов в рамках «расширения мер по управлению кризисом»:21:38. Команда под руководством политика Шарля Мукаси подготовила несколько объявлений для общественного радио, в которых призывала поддержать новый режим:269. Правительство закрыло границы страны и прекратило работу международного аэропорта Бужумбуры.
Базирующееся в Руанде Свободное радио и телевидение тысячи холмов (фр. Radio Télévision Libre des Mille Collines, RTLM) сообщило, что в Бурунди произошёл переворот, в котором военные 21 октября схватили президента. Это заставило молодых членов FRODEBU вооружиться и взять в заложники членов UPRONA, как хуту, так и тутси. Позднее в тот же день RTLM сообщило, что президент мёртв. Прознав об этом, члены FRODEBU казнили заложников. Международная комиссия ООН по расследованию в Бурунди в 1996 году определила, что косвенных доказательств достаточно, чтобы сделать вывод, что некоторые лидеры партии предвидели возможность попытки армейского переворота и распространяли планы вооружённого сопротивления и захвата заложников. Объявление о смерти Ндадайе вызвало массовое насилие со стороны FRODEBU и крестьян-хуту, которые убивали всех встречных тутси. Некоторые из преступников заявили, что действовали из страха, что это убийство предвещает неминуемое повторение убийств хуту в 1972 году. Ещё больше смертей произошло, когда армия вмешалась для восстановления «мира и порядка», прибегая к жестокости и убивая многих мирных жителей из хуту в процессе подавления:xiii—xiv. Тысячи людей и с той, и с другой стороны бежали за границу:581. Когда в столице собралась мирная демонстрация против переворота, солдаты открыли по людям стрельбу, убив около 10 человек:84.

### Провал переворота
22 октября Нгезе организовал во дворце Кигобе встречу с дипломатическим корпусом Бужумбуры и представителями международных организаций. Он заявил, что пришёл к власти при поддержке армии поскольку страна оказалась охвачена кризисом, и военные поставили перед ним задачу восстановить порядок. Собравшиеся негативно восприняли его слова. Во второй половине дня в столице состоялся протестный марш. Граждане Бурунди прошли по Бужумбуре чтобы почтить память Ндадайе и осудить переворот:38. Основные поставщики государственной помощи правительству Бурунди прекратили доставку грузов:581, особенно Бельгия, Франция, Германия, США и Европейский Союз:26. Кроме них переворот публично осудили правительства Заира, Танзании и Руанды, главы стран Содружества наций:44—45, Организация африканского единства:84, Генеральный секретарь ООН Бутрос Бутрос-Гали, Совет Безопасности ООН и Генеральная Ассамблея ООН. Генсек направил в Бурунди специального посла Джеймса О. К. Джона для «содействия возвращению страны к конституционному правлению». В самой стране восстановления гражданского правительства потребовали религиозные лидеры, а Минани заявил, что формирует правительство в изгнании в Кигали. На следующий день несколько политических партий, церквей и общественных объединений выпустили совместное заявление с призывом вернуться к конституционному правлению:26.
Столкнувшись с этими проблемами во второй половине следующего дня, Бикомагу, который предложил себя в качестве посредника между путчистами и гражданским правительством, приказал армии вернуться в казармы и попросил амнистии для тех, кто участвовал в попытке переворота:581. Дарадангве призвал гражданское правительство взять командование армией на себя. Правительство отклонило просьбу об амнистии. На следующий день Киниги заявила репортёрам во французском посольстве, что её правительство «не имеет власти», и призвала страны, с которыми у Бурунди сложились хорошие отношения, прислать войска для подавления мятежников. В своём выступлении по «Радио Руанды» Нгендахайо попросил население сохранять спокойствие и заявил, что как только правительство сможет взять на себя всю полноту власти, оно арестует тех, кто несёт ответственность за переворот. Представители армии, в свою очередь, заявили о недопустимости иностранного военного вмешательства. 25 октября гражданское правительство объявило об отмене всех чрезвычайных мер, а на следующий день восстановило контроль над «Национальным радио и телевидением Бурунди», государственной вещательной компанией:26.
2 ноября Организация африканского единства направила в Бурунди миротворческую миссию, а Киниги и Бикомагу встретились, чтобы попытаться урегулировать свои разногласия. 7 ноября премьер-министр покинула посольство и вернулась в свою резиденцию, которая находилась под охраной французских солдат. Правительство Франции направило около 15 полицейских и 20 военных советников для оказания помощи правительству Киниги и подготовки бурундийских сил, которые возьмут на себя ответственность за безопасность страны. Совет Безопасности ООН, в конечном итоге, отказался направить миротворцев.

## Анализ
Согласно историку Элисон Де Форж, хотя путчисты и не выпустили манифест со своими требованиями, можно с уверенностью сказать, что они планировали уничтожить демократическое гражданское правительство. Она отметила, что это вполне мог быть переворот группы солдат с корыстной целью, которые лишь случайно оказались тутси, вовсе не связанный с национальными противоречиями в стране. По словам бельгийского политолога Филипа Рейтьена, это был «самый успешный среди неудачных переворотов в истории Африки». По его словам, одной из основных причин провала стало решительное сопротивление населения страны и гражданских политиков, а не иностранное влияние:582. Журналисты Зденек Червенка и Колин Легум писали, что с военной точки зрения переворот был успешным, поскольку армия, состоящая преимущественно из тутси, по-прежнему держала в своих руках значительную часть власти. Однако с политической точки зрения действия военных экстремистов были ужасным провалом, поскольку они не достигли своей главной цели — сместить демократически избранное правительство. По мнению Лемаршана, переворот стал «переломным событием» в истории Бурунди, которое «разрушило зарождающийся межэтнический консенсус» и за несколько часов уничтожило всё то, чего так старательно пытались добиться все те, кто за пять лет до него начал демократизацию страны:xiii. Соглашаясь с доводами Лемаршана, Рейнтьен отметил, что переворот привёл к возрождению понимания этнической принадлежности как «единственно важного фактора политической жизни»:582. Историк Александр Хатунгимана писал, что убийство Ндадайе «открыло конституционную пустоту, которую не смогли заполнить ни армия, расколотая военным переворотом, ни политические партии оппозиции, ослабленные поражением на выборах, ни гражданское общество, парализованное насилием, захватившим почти все политические верха страны». Бурундийский экономист Леонс Ндикумана утверждал, что в отличие от предыдущих этнических конфликтов кризис, последовавший за военным переворотом в октябре 1993 года, был более продолжительным, кровавым и затронул всю страну.

## Последствия

### Вспышка этнического насилия
Этническое насилие после переворота продолжалось вплоть до конца года:117. Первоначальные оценки числа погибших варьировались от 25 до 500 тысяч человек. В совместном исследовании Фонда ООН в области народонаселения и правительства Бурунди от 2002 года число погибших в период с 21 октября по 31 декабря 1993 года оценено в 116 059 человек, причём по меньшей мере 100 тысяч из них погибли в конце октября. При этом остаётся неясным, какую долю среди этих жертв составляли тутси, а какую — хуту. Вопрос о том, были ли убийства тутси в этот период результатом запланированного геноцида или спонтанного насилия, остаётся предметом серьёзных споров среди учёных и бурундийцев, переживших эти события. Убийство Ндадайе и бегство 300 000 беженцев хуту в Руанду во время насилия выкристаллизовало антитутсийские настроения среди хуту и сильно подпортило перспективы соглашения о разделении власти, заключённого в рамках Арушских соглашений и призванного положить конец гражданской войне в Руанде:199—200. Рейнтьен утверждал, что убийство Ндадайе полностью сорвало мирный процесс в Руанде:83. Некоторые руандийские хуту даже предполагали, что Руандийский патриотический фронт, в котором доминировали тутси, содействовал перевороту:84. С целью разжечь антитутсийские настроения RTLM, руандийская пропагандистская станция экстремистского движения хуту, намеренно исказила подробности смерти Ндадайе, заявив, что его пытали и кастрировали. По мнению Прунье, смерть Ндадайе значительно укрепила идеи руандийских экстремистов хуту, стремившихся к истреблению тутси, и позволила им вывести свои идеи за пределы статуса маргинальных, что в 1994 году привело к геноциду:200—201. В городе Увира на востоке Заира хуту в ответ на переворот забили камнями представителей баньямуленге, этнической группы тутси:16.

### Политические последствия

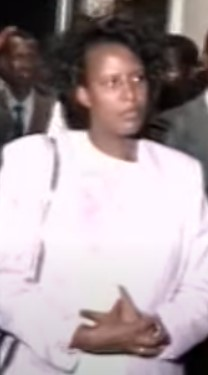
Сильвия Киниги, премьер-министр Бурунди и де-факто президент страны во время переходного периода

Смерть Ндадае, Карибвами и Бимазубуте устранила предусмотренную конституцией линию преемственности президентской власти. Де-факто главой государства стала Киниги, наиболее высокопоставленный чиновник, переживший путч. 8 ноября Конституционный суд постановил, что коллегиальное правительство взяло на себя обязанности временного президента до тех пор, пока не будет избран новый глава государства. Конституция предусматривала, что выборы после смерти президента должны были состояться через три месяца, но члены совета единогласно признали это финансово и юридически невыполнимым:38. По мнению Рейнтьена, провал октябрьского путча заставил военных выбрать тактику «ползучего переворота», подорвав легитимность FRODEBU и установив конституционный порядок, который благоприятствовал их целям:117. Гражданские институты власти удалось восстановить к декабрю 1993 года, после чего правительство переехало в особняк у озера Танганьика под защиту французских военных. Национальное собрание собралось вновь и избрало Сильвестра Нтибантунганью новым председателем, а Кристиана Сендегайю — вице-президентом. Попытки Национального собрания избрать преемника Ндадайе заблокировал Конституционный суд, в котором доминировали тутси, хотя в конечном итоге орган добился избрания Сиприена Нтарямиры президентом 13 января 1994 года и его инаугурации 5 февраля. Нтарямира погиб вместе с президентом Руанды Хабиариманой 6 апреля того же года, когда их самолёт сбили над Кигали. Президентом впоследствии назначили Нтибантунганью:xix.
К середине 1994 года армия, в которой продолжали доминировать тутси, начала этнические чистки в стране, в то время как UPRONA настаивала на необходимости изменения конституции:xix—xx. Не видя других вариантов, лидеры FRODEBU согласились пойти на уступки политическим оппонентам. В результате 12 июля противоборствующие фракции подписали протокол согласия, соглашение о разделении власти, согласно которому 60 процентов всех правительственных и административных учреждений отводилось FRODEBU, а остальные должности занимали члены UPRONA. Последним этого показалось мало, и вскоре они сорвали реализацию протокола и организовали подписание нового уже в сентябре. Соглашение увеличило долю UPRONA на правительственных должностях до 45 %, и в основном лишило правительство и Национальное собрание их полномочий, передав всю исполнительную власть Совету национальной безопасности, в состав которого вошли президент, премьер-министр и ещё 8 человек, которых назначал президент «по предложению политических партий и после консультаций с представителями гражданского общества». Фракция тутси в составе UPRONA захватила в этом совете большинство и фактически восстановила контроль над страной. Рейнтьен описал съезд как «институциональное воплощение октябрьского переворота 1993 года». Реализацию конституции отложили, а результаты президентских и парламентских выборов отменили, поскольку президент и парламент были переданы под контроль неконституционного органа власти:xx.
В 1994 году, в ходе переговоров несколько лидеров FRODEBU решили не дожидаться их окончания и организовали ряд повстанческих группировок, в частности «Национальный совет в защиту демократии — Силы в защиту демократии». Это привело к началу десятилетней гражданской войны:117. Гражданское управление прекратило своё существование, поскольку между UPRONA и FRODEBU появлялось всё больше противоречий и вскоре они завершили своё сотрудничество. В результате 25 июля 1996 года армия совершила очередной переворот, который вернул Буйойю на пост президента страны. Два года спустя под давлением региональных правительств враждующие группировки начали переговоры и в августе 2000 года подписали соглашения в Аруше, Танзания, но процесс их реализации оказался сильно затруднён. В 2003 году президент подал в отставку. Его заменил Домисьен Ндайизейе, а основная повстанческая группировка прекратила своё восстание и включилась в реализацию мирных соглашений:117—118. Южноафриканские миротворцы поддерживали порядок в стране пока разрабатывалась новая консоциативная конституция. Хотя напряжённость всё ещё оставалась высокой, политические лидеры вели более конструктивные и менее провокационные переговоры, чем после переворота 1993 года, а армеёские лидеры и вовсе ушли из политики:118—120. В 2005 году состоялись муниципальные выборы. UPRONA и FRODEBU оказались в значительной степени дискредитированы из-за своих провалов в управлении, поэтому большинство местных органов власти заняли представители «Национального совета»:121—123. Они же одержали победу на последующих выборах в парламент:125—126. Затем вновь сформированный парламент избрал президентом Пьера Нкурунзизу, что фактически завершила процесс нормализации отношений в стране после переворота:128—129. 21 октября ежегодно отмечается день памяти Ндадайе в память о смерти лидера страны.

### Уголовное расследование и судьба предполагаемых путчистов
После окончательного провала попытки переворота Нингаба, Камана, майор Бернар Бусокоза и ещё семь бурундийских солдат бежали в Кампалу, Уганда:202. При этом причиной побега Каманы стало мнение, что его могут сделать козлом отпущения, хотя он, по собственным словам, лишь служил водителем и телохранителем Нгезе:268. Присутствие солдат смущало президента Йовери Мусевени, поэтому в феврале 1994 года они были вынуждены покинуть страну. Сначала они ненадолго задержались в Заире, но затем незаметно вернулись в Уганду, где в ноябре всё того же 1994 года их задержали:202.
В декабре 1993 года правительство Бурунди объявило об организации комиссии по расследованию преступлений, связанных с попыткой переворота и последующими массовыми убийствами. Однако это так и не было реализовано:83. Вместо неё аналогичные расследования проводили военная и гражданская прокуратура. В дальнейшем солдаты арестовали 18 человек, которых подозревали в причастности к попытке переворота, но к концу 1994 года их всех отпустили, так и доведя дела до суда. Гражданская прокуратура начала расследование в апреле 1994 года. Его проводили несколько групп судей в каждой из провинций:83—84. Но правосудие подорвала судебная система, в которой доминировали тутси и которая оказалась не нейтральна в этом вопросе:17. Прокуроры арестовали несколько сотен человек. Практически все они принадлежали к хуту. Но как и в случае с военным расследованием, до конца 1994 года ни один из них не был привлечён к ответственности. В соответствии с требованиями государственной конвенции, в октябре 1994 года президент Нтибантунганья призвал отправить в страну международную комиссию по расследованию событий октября 1993 года, но изначально международное сообщество не предприняло шагов для её организации:84.
В марте 1994 года Бутрос-Гали направил в Бурунди миссию ООН по установлению фактов для расследования попытки переворота и последующих массовых убийств. Комиссия провела расследование, но его выводы так и не были обнародованы:84. В течение оставшихся месяцев 1994 и начала 1995 года Совет Безопасности ООН и Бутрос-Гали направляли в страну дополнительные группы для расследования массовых убийств, и все они пришли к выводу, что виновные в убийстве Ндадайе должны быть привлечены к ответственности. Тогда в августе 1995 года Собез создал Международную комиссию по расследованию событий в Бурунди. Расследованию комиссии препятствовали бурундийские военные, и ей удалось обнаружить несоответствия в показаниях офицеров тутси:82—83. Когда о перевороте рассказывали старшие командиры армии, они представляли его как мятеж:82. В своём отчёте 1996 года комиссия пришла к выводу, что «переворот был осуществлён офицерами, которые занимали высокое положение в командном составе армии Бурунди». Но при этом в комиссии отметили, что они «не в состоянии определить лиц, которые должны быть привлечены к ответственности за это преступление»:38. Некоторые офицеры-тутси низкого ранга, опрошённые комиссией, обвинили Буйоя в участии в перевороте. Однако привлечь их показания на суде не представилось возможным, поскольку в дальнейщем состоялся тюремный бунт, в котором все они погибли:84.
В конечном итоге власти Бурунди судили 117 человек за причастность к убийству Ндадайе. Суд состоялся в 1999 году, во время второго президентства Буйойи. Крюгер охарактеризовал данный процесс как показательный:268. В мае Верховный суд Бурунди признал 79 человек виновными в причастии к попытке госпереворота. Пятерых приговорили к смертной казни: Каману (который находился в изгнании и был судим заочно), Лорана Нзеиману, Жювеналя Гахунгу, Сильвера Ндувумукаму и Эмманюэля Ндаизее. Остальные 38 человек были оправданы. Среди них были в том числе Бикомагу, Нтакидже и Нибизи.
19 октября 2020 года Верховный суд приговорил Буйойю к пожизненному заключению за убийство Ндадайе. За соучастие в убийстве были осуждены ещё 18 человек, включая Бернара Бусокозу, Альфонс-Мари Кадеге и ещё 16 человек. Буйойя, который в то время находился за границей, работая посланником Африканского союза, осудил судебное разбирательство как «политический процесс, проведённый в скандальной манере» и ушёл в отставку со своего дипломатического поста, «чтобы иметь полную свободу защищать себя и очистить своё имя». Но он так и не успел оспорить решение, поскольку скончался в декабре того же года.